# Saw 7
Saw 7 (originální titul: Saw 3D) je americko-kanadský hororový film z roku 2010, který režíroval Kevin Greutert. Formát filmu je 3D.

## Děj
Všichni přeživší Jigsawových brutálních her hledají spásu u Bobbyho Dagena, autora knihy „Příběh vítězství nad Jigsawem“, který tvrdí, že útok Jigsawa také přežil. Mark Hoffman, který je Jigsawovým komplicem, ve vybírání obětí také nepřestává a právě Bobby bude další, kdo za své lži bude muset bojovat o život svůj i o život své manželky.